# 东方空间
东方空间（山东）科技有限公司，简称东方空间（英語：Orienspace），是一家以生产、研发运载火箭、新型空天运输工具及宇航装备为主的中国民营航天企业。该公司成立于2020年，总部位于山东烟台，在此建设了火箭总装集成测试中心，主要的研发中心位于北京。
东方空间致力于开发大中型运载火箭“引力系列”，在全国多地均设有办公室，包括位于江苏无锡的航天动力总部、位于北京的数据链测控通信系统子公司、位于西安的发动机研发中心等。

## 发展历程
2020年至今，东方空间已经完成了4轮总共超10亿元人民币融资。
2021年11月，东方空间任命姚颂为联席首席执行官，其曾是深鉴科技的创始人。深鉴科技主要开发用于自动驾驶、智能安全、云计算和人工智能的半导体。
公司研制的首款运载火箭为“引力-1号”，特色为仅使用固体燃料发动机，该火箭将有能力把6.5吨重的有效载荷运送到近地轨道。该火箭原定于2023年下半年首飞，后推迟至2024年1月11日发射，获得成功。

### 市场
东方空间正在与其他几家中国固体火箭初创公司展开竞争，包括星河动力、蓝箭航天、翎客航天、航天科工、星际荣耀、零壹空间以及深蓝航天。

## 航天器和航天技术
东方空间目前自行生产的产品包括引力火箭以及原力发动机。

### 引力火箭
“引力”系列运载火箭可实现一次性使用、可回收重复使用和载人飞行等系列化、多样化的空天运输产品，快速形成低成本、规模化、高效快捷的发射服务能力，覆盖LEO、SSO、GTO、GEO等各类轨道。产品主要包括：
- 引力-1号

引力-1号定位于低轨中小卫星大规模组网需求，以大空间/简洁发射/快速响应为特点，是全固体捆绑式中型运载火箭。引力-1号采用芯级+助推的三级半构型，配备4台助推器，芯级和助推级均采用固体发动机，柔性摆动喷管，芯三级还可改用液氧煤油发动机，进一步提升运载能力。
- 引力-2号

引力-2号定位于中大型卫星大规模组网及商业高轨发射需求，是以极致性价比/高轨发射/芯级回收为主要特点的中大型运载火箭。引力-2号采用液体芯级+固体助推的两级半构型，芯一级采用9台东方空间自研原力-85液氧煤油发动机，芯二级采用1台原力-85液氧煤油真空版发动机，助推器继承引力一号助推技术。
- 引力-3号

引力-3号定位于大规模空间建设及深空探索等需求，满足未来各类商业发射任务，是以超大载荷/深空运输/整箭回收为特点的大型运载火箭。预计2027年具备首飞条件。引力-3号采用液体芯级+液体助推的CBC构型，火箭芯一级和助推器继承引力-2号技术，采用9台液氧煤油发动机，芯二级采用1台液氧煤油发动机，整箭及整流罩等均可回收复用。

### 原力发动机
- 原力-85发动机

## 发射记录
| 飞行次序           | 火箭型号 | 火箭序号 | 起飞时间 （UTC+8）     | 发射工位                                                                                          | 有效载荷        | 卫星轨道   | 发射结果 | 备注                         |
| ------------------ | -------- | -------- | ---------------------- | ------------------------------------------------------------------------------------------------- | --------------- | ---------- | -------- | ---------------------------- |
| 1                  | 引力一号 | 遥一     | 2024年1月11日 13时30分 | 山东海阳黄海近岸海域 东方航天港“东方航天港”号发射船 36°38′34″N 121°11′27″E / 36.6427°N 121.1907°E | 云遥一号18-20星 | 低地球轨道 | 成功     | 创造全球最大固体运载火箭记录 |
| \| 成功率：100% \| |          |          |                        |                                                                                                   |                 |            |          |                              |
| 成功率：100%       |          |          |                        |                                                                                                   |                 |            |          |                              |